# NHK數位衛星高清頻道
NHK數位衛星高清頻道（NHKデジタル衛星ハイビジョン，簡称：BShi）為日本放送協會（NHK）旗下高清电视頻道，2000年12月1日開播。該頻道播出的節目均為高清節目，2007年9月30日前为模拟数字同步播出，該頻道的類比版本於2007年9月30日停播后，該頻道只发射数字信号。主要播出節目為體育賽事、教育節目和紀錄片。该频道已于2011年3月31日停止播出，并在同年4月1日由新开播的NHK BS Premium频道所取代。